# Janowice Wielkie (gromada)
Janowice Wielkie – dawna gromada, czyli najmniejsza jednostka podziału terytorialnego Polskiej Rzeczypospolitej Ludowej w latach 1954–1972.
Gromady, z gromadzkimi radami narodowymi (GRN) jako organami władzy najniższego stopnia na wsi, funkcjonowały od reformy reorganizującej administrację wiejską przeprowadzonej jesienią 1954 do momentu ich zniesienia z dniem 1 stycznia 1973, tym samym wypierając organizację gminną w latach 1954–1972.
Janowice Wielkie z siedzibą GRN w Janowicach Wielkich utworzono 1 stycznia 1960 w powiecie jeleniogórskim w woj. wrocławskim z obszarów połączonych (zniesionych) gromad Janowice Wielkie I i Janowice Wielkie II w tymże powiecie. Dla gromady ustalono 25 członków gromadzkiej rady narodowej.
31 grudnia 1961 do gromady Janowice Wielkie włączono obszar zniesionej gromady Maciejowa w tymże powiecie.
Gromada przetrwała do końca 1972 roku, czyli do kolejnej reformy gminnej. 1 stycznia 1973 w powiecie jeleniogórskim reaktywowano zniesioną w 1954 roku gminę Janowice Wielkie.